# Élisabeth d'Autriche (1554-1592)
Pour les articles homonymes, voir Élisabeth d'Autriche.
 (septembre 2016).
Si vous disposez d'ouvrages ou d'articles de référence ou si vous connaissez des sites web de qualité traitant du thème abordé ici, merci de compléter l'article en donnant les références utiles à sa vérifiabilité et en les liant à la section « Notes et références ».
Titre
Reine de France
26 novembre 1570 – 30 mai 1574
(3 ans, 6 mois et 4 jours)
Élisabeth de Habsbourg, archiduchesse d'Autriche (5 juillet 1554 - 22 janvier 1592), née  à Vienne, fut l'épouse du roi de France Charles IX et à ce titre reine de France de 1571 à 1574.
Membre de la branche autrichienne de la Maison de Habsbourg, elle est la fille de l'empereur Maximilien II et de Marie d'Autriche, infante d'Espagne et nièce du roi Philippe II d'Espagne, fils de Charles Quint. Durant le règne de son mari, elle donne naissance à une fille, Marie-Élisabeth de France. Elle vécut trois ans et demi à la cour de France dominée par la reine-mère Catherine de Médicis, dans un pays divisé par les Guerres de religion. Mariée à un homme dont elle ne parlait pas la langue, elle s'en tint à sa fonction de souveraine et d'épouse royale, ne favorisant aucun parti et ne jouant aucun rôle politique.
Après la mort du roi, elle retourne vivre en Autriche, refuse de se remarier et meurt à 37 ans. 

## Biographie

### Son enfance

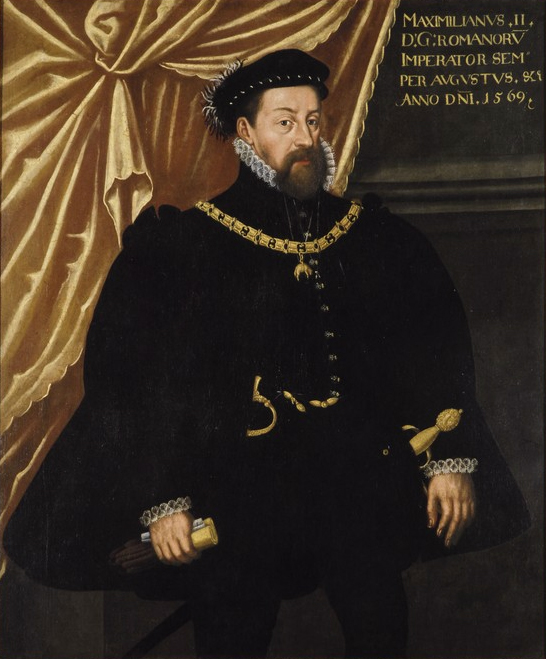
Maximilien II du Saint-Empire, père d’Élisabeth d'Autriche.

Élisabeth d'Autriche est née le 5 juillet 1554 à Vienne, à la cour de son père Maximilien II. Pendant son enfance, elle vit à côté de Vienne avec son frère cadet Matthias et sa sœur aînée Anne qui épousera en 1570 leur oncle Philippe II d'Espagne.
L'éducation des enfants impériaux est confiée à Ogier Ghislain de Busbecq.

### Mariage

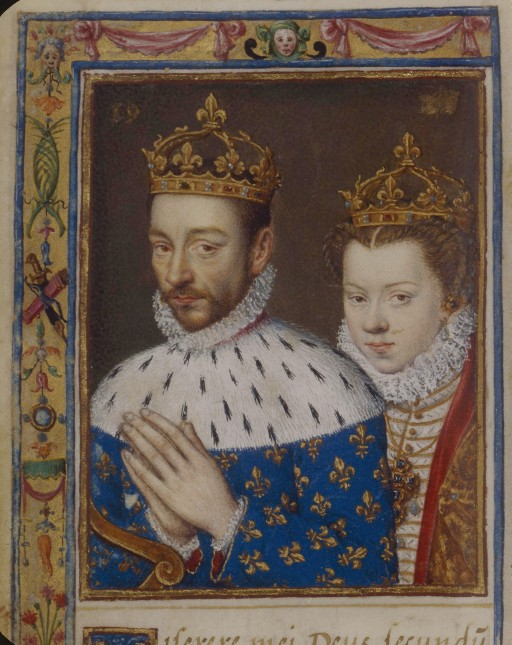
Charles IX et Élisabeth d'Autriche, roi et reine de France (vers 1572). Miniature du livre d'heures de Catherine de Médicis.

Plusieurs projets non aboutis sont d'abord envisagés par la couronne autrichienne pour marier Élisabeth : Frédéric II de Danemark ou Sébastien Ier de Portugal. L'offre d'alliance avec le roi de France n'est sérieusement envisagée qu'à partir de 1569. Dans le contexte qu'est celui des guerres de religion, la couronne française avait besoin d'un mariage catholique qui renforçât sa catholicité et qui cimentât face à l'Espagne et à l'Angleterre son alliance avec l'Empire.
À l'origine, Catherine de Médicis, mère de Charles IX souhaite unir son fils à Anne, la sœur aînée d'Élisabeth, mais cette dernière est finalement attribuée à leur oncle le roi Philippe II d'Espagne. Élisabeth épousera donc Charles de quatre ans son aîné. Elle a quinze ans, il en a dix-neuf. Le mariage doit être célébré à Mézières, ville de Champagne située à la frontière avec les Pays-Bas Espagnols. Ainsi, dès son entrée en France, Élisabeth sera reine de France et gagnera Paris avec ce titre.
La dispense papale est accordée le 6 novembre 1569, et Élisabeth est d'abord mariée par procuration le 22 octobre 1570 à la cathédrale de Spire, en Allemagne ; son oncle l'archiduc Ferdinand sert fictivement d'époux pendant la cérémonie. Le 4 novembre, Élisabeth quitte les terres de l'Empire accompagnée d'une importante escorte conduite par l'archevêque-électeur de Trèves. 
Sur le territoire français, son voyage est retardé par la pluie qui a rendu les routes impraticables. Le 24 novembre, elle est reçue à Sedan par les deux frères du roi à la tête d'une importante délégation de la haute noblesse. Mézières où s'est installée la cour est située à une vingtaine de kilomètres de la forteresse de Sedan ; curieux de voir sa future épouse, le jeune roi s'y rendit incognito habillé en soldat pour observer son épouse alors qu'elle marchait avec son frère Henri : il rentra à Mézières très satisfait de son apparence.
Charles IX et Élisabeth sont officiellement mariés le 26 novembre 1570 ; la cérémonie est célébrée à l'église de Mézières par le cardinal de Bourbon. La mariée est revêtue d'une robe de toile d'argent, parsemée de perles, et d'un grand manteau violet semée de fleurs de lys d'or. Elle porte une couronne à l'impériale, ornée de grands diamants, rubis et émeraudes. Les festivités durent plusieurs jours.
Le 25 mars 1571, elle est sacrée à Saint-Denis dans la tradition des sacres des reines de France. Sa "Joyeuse entrée" à Paris, le 29 mars, est grandiose.

### Reine de France

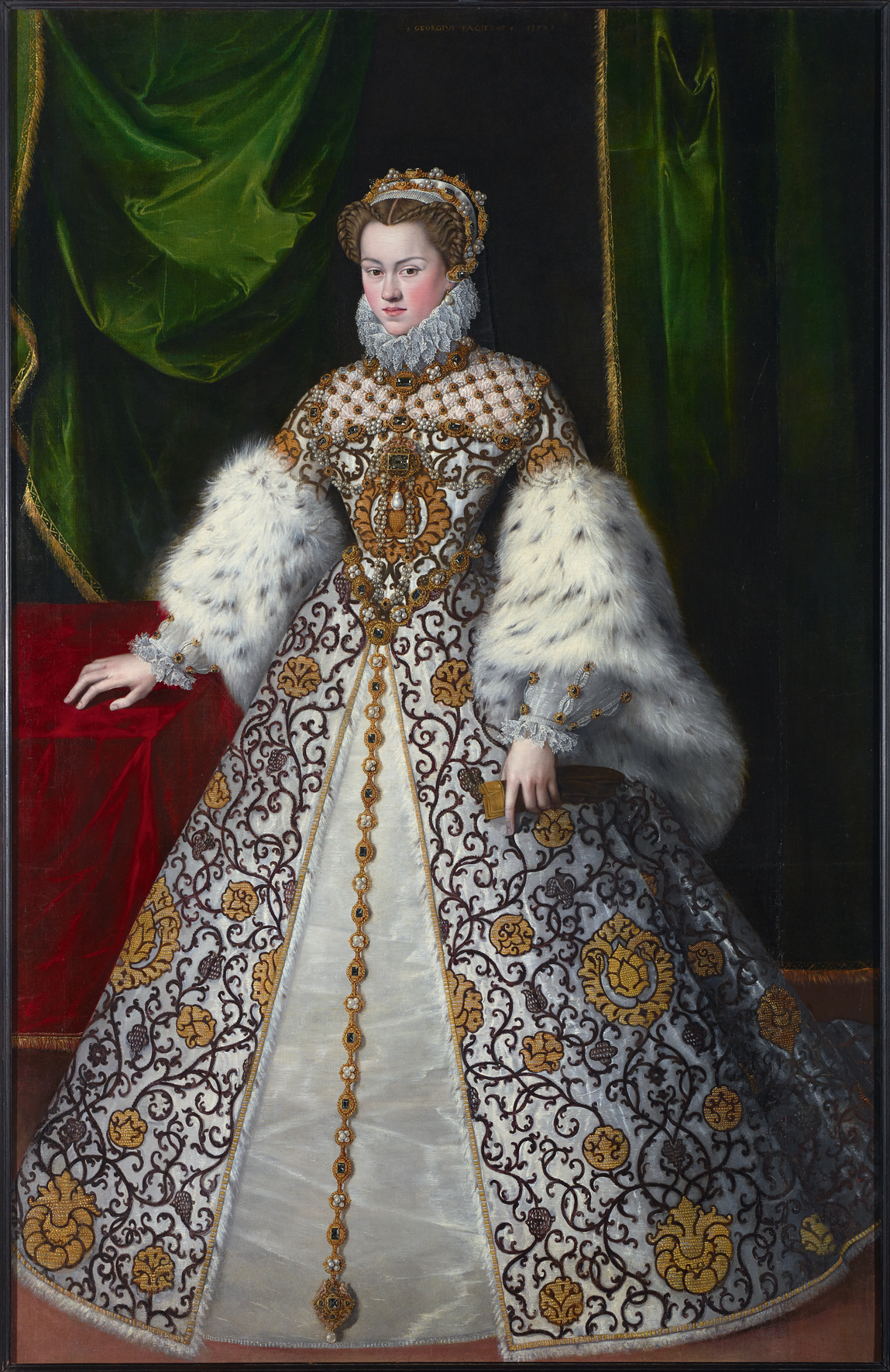
Élisabeth d'Autriche vers 1573, par Jooris van der Straaten.
Portrait d'apparat où la reine est revêtue selon la tradition française avec de larges revers de manches.

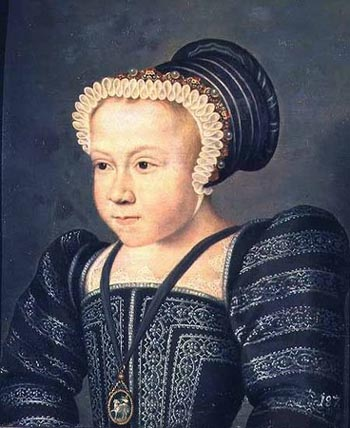
Marie-Élisabeth de France, fille de Charles IX et Élisabeth d'Autriche.

#### Relations avec son mari
Au début de sa vie de couple, le roi semble lui donner de l'affection. Lorsqu'elle attrape, en janvier 1571, une bronchite, il reste près d'elle et fait appel à des jongleurs pour la distraire puis l'emmène à la foire de Saint-Germain. Contrairement à son époux, la Reine ne semble pas très joueuse. Après la naissance de leur fille, le roi s'éloigne, préférant la chasse et laissant sa mère Catherine de Médicis s'occuper de la politique. Malgré cela, lorsque le roi tombe malade, la reine reste près de lui, priant et pleurant. Elle ne prend aucune part à la vie politique. Elle est enceinte lors du Massacre de la Saint-Barthélémy et s'inquiète du salut de son mari. Le 27 octobre 1572, elle met au monde son premier enfant, une fille, Marie-Élisabeth de France (qui mourra en bas âge le 2 avril 1578).
Son époux Charles IX est un homme psychologiquement fragile qui poursuit la liaison qu'il entretenait avant son mariage avec Marie Touchet dont il a un fils Charles de Valois-Auvergne, duc d'Angoulême en 1573.

#### Vie à la cour
Durant son séjour en France, Élisabeth laisse de bons souvenirs à la cour, par sa beauté, sa douceur et sa bonté. Très réservée, elle parle comme la plupart des membres de la Maison de Habsbourg l'allemand, l'espagnol, le latin et l'italien, mais pas le français. Ainsi ne peut-elle communiquer que grâce à une de ses dames qui lui sert de traductrice, la comtesse d'Arenberg. Elle écrivait des poésies religieuses et les mémoires sur l'histoire de son époque. Ses vertus sont édifiantes : le célèbre Brantôme en fait l'éloge. Il qualifie Élisabeth d'« une des meilleures, des plus douces, des plus sages et des plus vertueuses Reines qui régnât depuis le règne de tous les Rois »'. Charles IX vante lui-même ses qualités : « la femme la plus sage et vertueuse, non pas de France et d'Europe mais du monde entier. ».
Néanmoins, elle reste une des reines les moins connues de la Renaissance. Se liant d'amitié avec sa belle-sœur, la reine de Navarre Marguerite de France, elle trouve en celle-ci une confidente. Elles correspondent même après le retour d'Élisabeth dans son pays natal en 1576. Lorsque cette dernière apprend que Marguerite se trouve sans revenus, elle lui cède généreusement la moitié de son douaire.
Profondément marqué par la tragédie de la saint Barthélemy, Charles IX voit sa santé s'altérer rapidement avant de mourir prématurément en 1574.

### Reine douairière

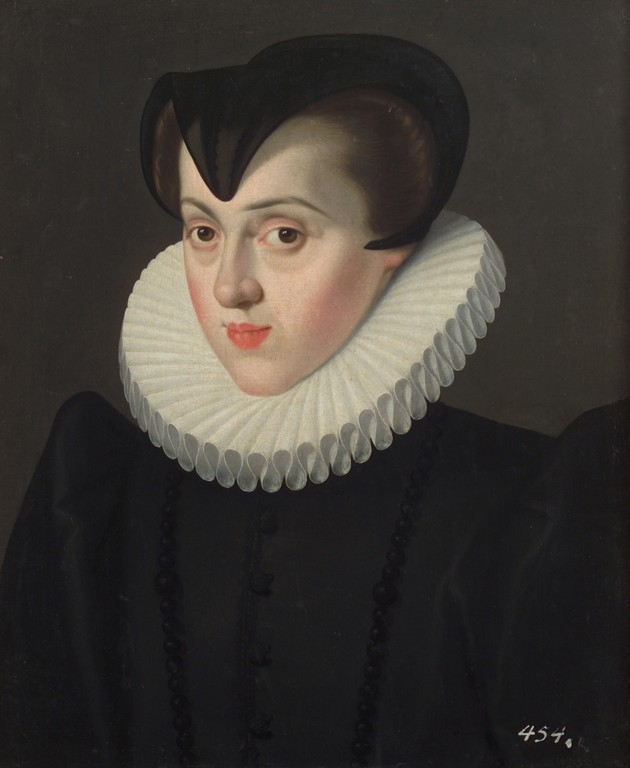
Élisabeth portant l'habit de deuil.

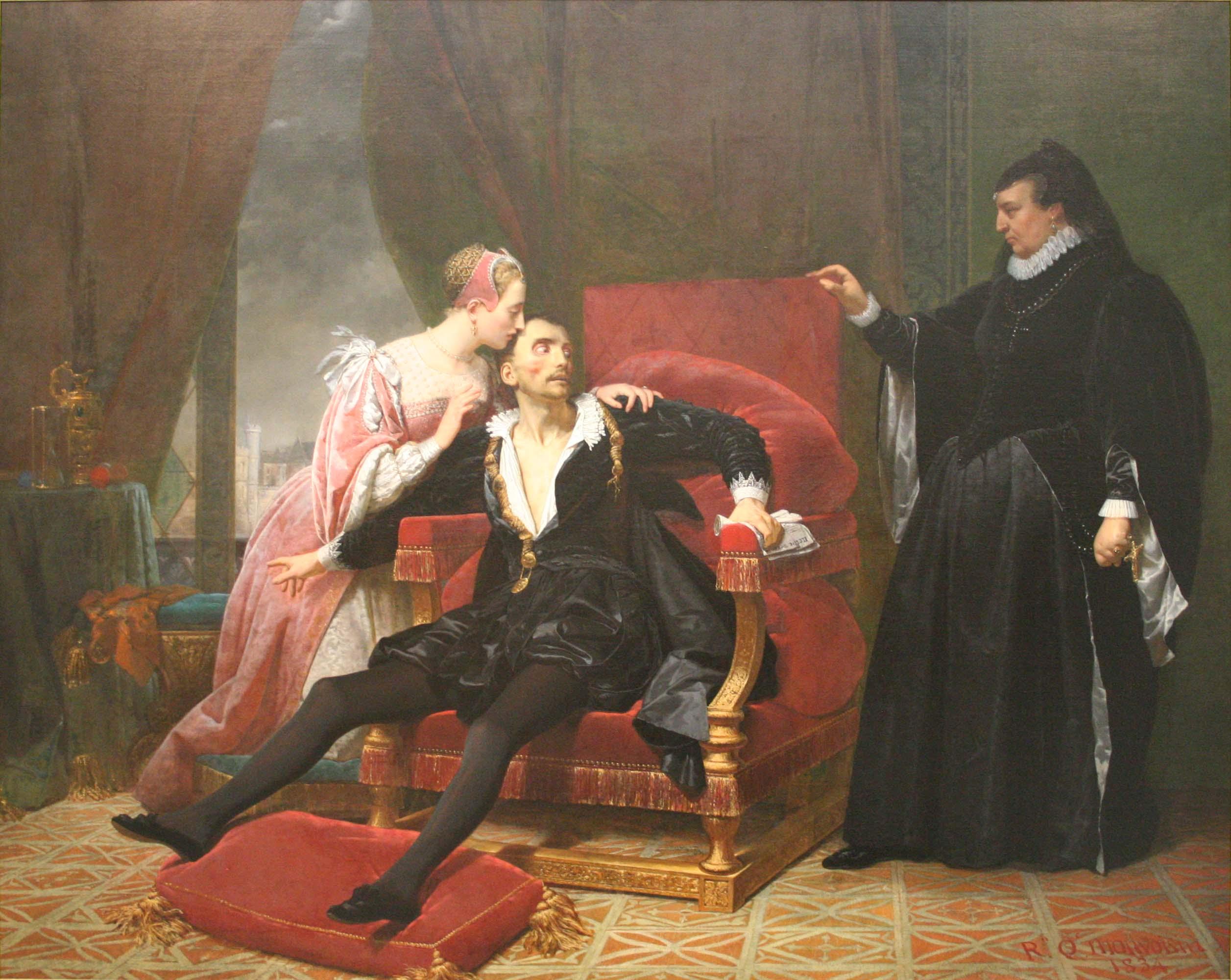
La mort de Charles IX (XIXe siècle) Le roi Charles IX sentant la mort approcher hésite à remettre l'acte de régence à sa mère Catherine de Médicis qu'il tient dans sa main. Il est réconforté par son épouse Élisabeth d'Autriche alors qu'il pointe du doigt la fenêtre du Louvre. Tableau de Raymond Quinsac Monvoisin.

Après la mort de son époux en 1574, âgée de 20 ans, elle est résolue à retourner à Vienne. N'ayant pas donné de descendance mâle à la Couronne, son rôle aux côtés de sa belle-mère Catherine de Médicis est sans perspective. Elle fait ses adieux à sa fille, Marie-Élisabeth de France qu'elle ne peut emmener parce qu'elle est Fille de France. Elles ne se revoient plus jamais, car sa fille meurt de maladie deux ans plus tard à l’âge de cinq ans, au château d'Amboise où elle était élevée. Elle quitte alors Paris début décembre 1575 et s'installe de nouveau à Vienne, où elle entretient une correspondance avec sa belle-sœur, Marguerite de Navarre.
En 1576, le cardinal de Granvelle recommande très fortement à Philippe II d'Espagne de la nommer régente et gouvernante des Pays-Bas, consécutivement à la mort de Louis de Requesens. Le roi lui préfère son demi-frère Don Juan d'Autriche.
Elle fonde un monastère de Clarisses, près de Vienne et l'église de tous les saints à Prague, tout en continuant de doter des églises et les pauvres, tout en nourrissant Vienne de sa bienfaisance. Son père lui propose de se remarier d'abord avec Henri III mais celui-ci rejette l'offre, puis avec Philippe II d'Espagne — son oncle et ex beau-frère, veuf de sa sœur Anne —  mais c'est elle qui n'accepte pas. Elle ne quitte plus le deuil de son époux Charles IX.
Les Reines de France ne se remarient point, comme l'avait naguère dit Blanche de Navarre.
Élisabeth fonde à Vienne un couvent de Clarisses auprès duquel elle s'installe.

### Décès
Elle meurt le 22 janvier 1592, à 37 ans dans la plus grande dévotion. Selon ses vœux, elle demande à être ensevelie au ras de terre, dans le monastère des clarisses et être escortée par deux cents pauvres, habillés à ses frais. Brantôme dira : « lorsqu’elle mourut, […] l’Impératrice [sa mère] […] dit : El mejor de nosotros ha muerto. (Le meilleur d'entre nous est mort) ». Pierre de L'Estoile remarquera qu'Élisabeth fut « fort aimée et regrettée des Français ».
Elle est, de nos jours, inhumée dans la cathédrale Saint-Étienne de Vienne, avec les princes d'Autriche.